# Нудлі
Нудлі — традиційна печеня з картоплі та тіста, яку за свою народну вважають українці, румуни, молдавани та німці. Ця страва може бути ситним обідом або вечерею. В Україні походить з Бесарабії, де було багато німецьких поселень.

## Походження назви
«Нудлі» ймовірно запозичений з німецької мови, де слово «Núdel» означає «локшина, вермішель» і пов'язане з терміном «Knödel», що перекладається як «галушка».

## Приготування
Ця страва має безліч варіацій і може бути приготована з різними начинками, такими як м'ясо, овочі, гриби та сир.
Нудлі готуються шляхом змішування кефіру, соди та солі, додавання потрібної кількості борошна. Тісто кидають у печеню шматочками, або розкачують у вигляді прямокутника, намастивши його олією та часником, а також притрусивши кропом. Згодом, рулетик нарізається на шматочки та додається до картоплі і начинки, яка складається з підсмаженої цибулі та моркви, а також м'яса.
Картопля розрізана кубиками і підсмажена окремо, змішуючись зі складовими страви, а потім приєднується до нудлів. Оригінальний смак страви з'являється під час тушкування на маленькому вогні під кришкою.